# Harry R. Sokal
Pour les articles homonymes, voir Sokal.
Harry R. Sokal (aussi Henry R. Sokal), né le 20 février 1898 à Craiova et mort le 7 mars 1979 à Munich, est un producteur de films allemand d'origine roumaine et de confession juive.

## Biographie
Harry Sokal produit 22 films entre 1926 et 1977. Il est spécialisé dans la production de films en rapport avec la montagne, principalement ceux de Arnold Fanck et de Leni Riefenstahl.
Après la prise du pouvoir par les nationaux-socialistes en 1933, il émigre en Angleterre avant de s'établir en France en 1937.
En 1941, il s'installe aux États-Unis où il travaille pour la petite société de production Monogram avant de retourner en Allemagne en 1949 où il fonde la société de production Henry Sokal-Film. Il produit son premier travail de l'après-guerre, Föhn, qui un remake de son plus grand succès, L'Enfer blanc du Piz Palü. Jusqu'à sa mort, il travaille avec les studios munichois Bavaria Filmstudios situés à Grünwald. Son film le plus célèbre de l'après-guerre sera Les soldats ne sont pas de bois de 1958 avec Otto Wilhelm Fischer, d'après la comédie de George Bernard Shaw.
Harry Sokal était marié avec l'actrice Charlotte Kerr. Il décède en 1979 et est enterré à Grünwald.

## Prix et honneurs
En 1972, Harry R. Sokal remporte le Filmband in Gold, pour l'ensemble de sa carrière et excellent dans le cinéma allemand.
Il a été membre du jury au 13e Festival de Berlin en 1963.

## Filmographie sélective
- 1926 : L'Étudiant de Prague de Henrik Galeen
- 1926 : La Montagne sacrée, de Leni Riefenstahl
- 1929 : L'Enfer blanc du Piz Palü, de Leni Riefenstahl
- 1931 : L'Ivresse blanche (en allemand : Der Weisse Rausch - neue Wunder des Schneeschuhs), de Leni Riefenstahl
- 1932 : La Lumière bleue, de Leni Riefenstahl
- 1939 : Le Grand Élan, de Christian-Jaque
- 1958 : Les soldats ne sont pas de bois (en allemand : Helden), de Franz Peter Wirth